# Casselman (Ontario)
Casselman – wieś w Kanadzie, w prowincji Ontario, w hrabstwie Prescott i Russel.
Powierzchnia Casselman to 5 km².
Według danych spisu powszechnego z roku 2001 Casselman liczy 2910 mieszkańców (582,00 os./km²). 
Język francuski jest językiem ojczystym dla 83% mieszkańców, natomiast angielski dla 15%.